# (480801) 2016 PX58
(480801) 2016 PX58 es un asteroide perteneciente al cinturón de asteroides, descubierto el 25 de diciembre de 2005 por el equipo del Mount Lemmon Survey desde el Observatorio del Monte Lemmon, Arizona, Estados Unidos.

## Designación y nombre
Designado provisionalmente como 2016 PX58.

## Características orbitales
2016 PX58 está situado a una distancia media del Sol de 2,516 ua, pudiendo alejarse hasta 2,769 ua y acercarse hasta 2,263 ua. Su excentricidad es 0,100 y la inclinación orbital 14,83 grados. Emplea 1458,51 días en completar una órbita alrededor del Sol.

## Características físicas
La magnitud absoluta de 2016 PX58 es 17,7.
Está asignado al tipo espectral.